# Darryl McDaniels
Darryl "D.M.C." Matthews McDaniels, född Darryl Lovelace 31 maj 1964 i Harlem, New York, är en amerikansk musiker och tillsammans med Joseph "DJ Run" Simmons grundare av den banbrytande hiphopgruppen Run DMC. Han debuterade 2006 som soloartist med albumet Checks Thugs and Rock N Roll.